# Kinga Eysturland
Kinga Antonina Eysturland, de domo Kolarz (ur. 19 lipca 1985 w Gdyni) – polska autorka książek, tłumaczka, popularyzatorka języka farerskiego i kultury farerskiej w Polsce.

## Życiorys
Absolwentka skandynawistyki na Uniwersytecie Gdańskim (specjalizacja tłumaczeniowa z języka duńskiego), studiowała także na Uniwersytecie Warszawskim i Uniwersytecie w Kopenhadze (Københavns Universitet). 
W 2023 roku wydała książkę „Wyspy (bardzo) Owcze. Gawęda północnoatlantycka” opublikowaną nakładem wydawnictwa Pascal. Jest współautorką książek „Codziennie jest piątek. Szczęście po nordycku: sztuka celebrowania każdej wolnej chwili” (Pascal 2020), „Wyspy Owcze. Przewodnik turystyczno-kulturowy” (Prywatne Centrum Informacji Turystycznej TRAMP 2021) i „Nordyckie opowieści” (Moc Media 2024). Za „Wyspy Owcze. Przewodnik turystyczno-kulturowy” otrzymała Nagrodę Magellana w kategorii „przewodnik tekstowy” (2022).  
Jako pierwsza osoba w Polsce dokonała literackiego przekładu książki z języka farerskiego na język polski – przełożyła powieść dla młodzieży „Dziewczyna, która wiosłowała w stronę tęczy” („Hon sum róði eftir ælaboganum”) autorstwa Rakel Helmsdal (Wydawnictwo Dziwny Pomysł 2022). Jest także autorką tłumaczeń serii farerskich książek dla dzieci autorstwa Bárðura Oskarssona (Wydawnictwo No Bell).
Współpracuje z magazynem skandynawskim Zew Północy, gdzie publikuje teksty dotyczące społeczeństwa i kultury Wysp Owczych.  Jest współautorką podcastu „Wyspy Owcze bez tajemnic” tworzonego w ramach Klubu Miłośników Wysp Owczych Faroe.pl.
Wystąpiła w filmie dokumentalnym „Faroe Way. Sztuka przetrwania na Wyspach Owczych” w reżyserii Kuby Witka (2019) oraz w urugwajskiej reklamie telewizyjnej karty kredytowej OCA, gdzie głównym bohaterem był jej mąż, Ivan Eginsson Eysturland. Wątki z ich wspólnego życia zostały opisane w książce „Ivan. El celeste de las Feroe” autorstwa Eleny Risso (Palabra Santa 2022).
Kinga Eysturland jest członkinią Stowarzyszenia Hiperpoliglotów HYPIA, zna sześć języków.
Publikuje teksty na portalu KlubPolek.pl w ramach inicjatywy Polki na Obczyźnie. Prowadzi fanpejdż na Facebooku Polonia Farerska. Była główną redaktorką bloga Kierunek Dania oraz członkinią kolektywu Nordic Talking, zrzeszającego twórców nordyckiej blogosfery.
W latach 2012-2023 mieszkała na stałe w Klaksvíku na Wyspach Owczych. W 2013 roku otworzyła tam pensjonat Eysturland Lodge i stale współpracuje z Klubem Miłośników Wysp Owczych Faroe.pl w organizowaniu wycieczek turystycznych po archipelagu. Na Wyspach Owczych była członkinią lokalnego komitetu integracyjnego dla obcokrajowców, współorganizowała farerski Dzień Filmu Polskiego (2014), a także międzykulturowe imprezy International Day i International Volunteer Day w Klaksvíku  .  
Od 2023 roku mieszka w Montevideo, dzieląc życie między Urugwaj i Wyspy Owcze. W 2025 roku podjęła pracę menadżerki ds. relokacji do Urugwaju – pomoc w załatwianiu formalności, tłumaczenia, networking, konsultacje online.  
Zajmuje się także malarstwem. Odwiedziła ponad 100 krajów.
Zapraszana do licznych podcastów, wywiadów i rozmów dotyczących Wysp Owczych i Urugwaju.

### Życie prywatne
Córka Joanny Szymczak-Kolarz (ur. 1956) i lekarza Lesława Kolarza (ur. 1957), wnuczka komandora Henryka Szymczaka (1930–2003). Od 2013 roku zamężna z Ivanem E. Eysturlandem (ur. 1974). Ma dwie córki: Nurię (ur. 2023 w Montevideo) i Fridę (ur. 2024 w Montevideo).